# 吉安吉水戰鬥
吉安吉水戰鬥發生於1926年9月23日－29日，地點則是在中國贛西南一帶，是國民革命軍北伐戰爭的戰鬥之一。吉安吉水戰鬥的交戰雙方，一方為國民革命軍，另一方為粵軍及贛二師等。

## 參看
- 中華民國北洋政府時期內戰戰鬥列表